# Caroline Munro
Caroline Munro (født 16. januar 1949 i Windsor England) er en engelsk skuespillerinde og model. Hun er blandt andet kendt som Naomi i James Bond-filmen The Spy Who Loved Me fra (1977).